# Велика Британія на Євробаченні Юних Музикантів
Велика Британія брала участь у Євробаченні Юних Музикантів, що проводиться кожні два роки, шістнадцять разів з моменту свого дебюту в 1982 році, вперше вигравши конкурс у 1994 році. Велика Британія була країною-господаркою конкурсу двічі: у 1982 році в Манчестері та 2018 році в Единбурзі.

## Учасники
Умовні позначення
     Переможець
     Друге місце
     Третє місце
     Не пройшла до фіналу
     Участь скасовано
     Не брала участі
| Рік                               | Місце проведення | Учасник                  | Інструмент      | Результат                  | Півфінал       |
| --------------------------------- | ---------------- | ------------------------ | --------------- | -------------------------- | -------------- |
| 1982                              | Манчестер        | Анна Маркленд            | Фортепіано      | -                          | Без півфіналів |
| 1984                              | Женева           | Емма Джонсон             | Кларнет         | 3                          | Без півфіналів |
| 1986                              | Копенгаген       | Алан Брінд               | Скрипка         | -                          | -              |
| 1988                              | Амстердам        | Девід Пайетт             | Горн            | -                          | -              |
| 1990                              | Відень           | Нікола Лоуд              | Скрипка         | Не вдалося кваліфікуватися | -              |
| 1992                              | Брюссель         | Фредді Кемпф             | Фортепіано      | -                          | -              |
| 1994                              | Варшава          | Наталі Клейн             | Віолончель      | 1                          | -              |
| 1996                              | Лісабон          | Рафаль Замбжицький-Пейне | Скрипка         | Не вдалося кваліфікуватися | -              |
| 1998                              | Відень           | Адріан Спіллетт          | Ударні          | 3                          | -              |
| 2000                              | Берген           | Гай Джонстон             | Віолончель      | Не вдалося кваліфікуватися | -              |
| 2002                              | Берлін           | Сара Вільямсон           | Кларнет         | 2                          | -              |
| 2004                              | Люцерн           | Нікола Бенедетті         | Скрипка         | Не вдалося кваліфікуватися | -              |
| 2006                              | Відень           | Дженніфер Пайк           | Скрипка         | -                          | -              |
| 2008                              | Відень           | Філіп Ахілл              | Губна гармоніка | -                          | -              |
| 2010                              | Відень           | Пітер Мур                | Тромбон         | Не вдалося кваліфікуватися | -              |
| Не брала участі в 2012-2016 роках |                  |                          |                 |                            |                |
| 2018                              | Единбург         | Максим Калвер            | Віолончель      | Не вдалося кваліфікуватися | -              |
| Не брала участі в 2020-2024 роках |                  |                          |                 |                            |                |

## Країна-господар
| Рік  | Місто     | Місце                                                           | Ведучі                         |
| ---- | --------- | --------------------------------------------------------------- | ------------------------------ |
| 1982 | Манчестер | Free Trade Hall                                                 | Хамфрі Бертон                  |
| 2018 | Единбург  | - Півфінал: Единбурзький фестивальний театр - Фінал: Usher Hall | Петрок Трелоні та Джозі д'Арбі |